# Constantin Carathéodory
Constantin Carathéodory   (Berlín, 13 de setembre de 1873 - Múnic, 2 de febrer de 1950) va ser un matemàtic grec que va treballar, sobretot, a Alemanya la primera meitat del segle xx.

## Vida
El pare de Carathéodory, Stefanos, era un grec fanariota que havia estudiat Dret a Berlín i que treballava com a diplomàtic per l'Imperi Otomà. Constantin va néixer a Berlín, quan el seu pare era l'ambaixador otomà en aquesta ciutat. La seva mare, Despina Petrocochino, pertanyia a una rica família de comerciants grecs que s'havia establert a Marsella segles abans, però que, amb la independència de Grècia el 1832, havien retornat al seu país.
Els anys 1874 i 1875 la família va viure a Constantinoble, on vivien els avis paterns. L'any 1875, el pare és nomenat ambaixador a Brussel·les, on naixerà la seva germana Loulia. La seva mare, Despina, va morir amb només vint-i-vuit anys, i l'educació de Constantin i Loulia queda en mans de la seva àvia materna i d'una dida alemanya. Els nens parlen amb normalitat grec, francès i alemany.
Constantin és enviat a una escola privada a Vanderstock el 1881, però només hi romandrà dos anys. El 1886 ingressa al Athénée Royal d'Ixelles on finalitza els seus estudis secundaris el 1891. De 1891 a 1895 estudia a l'École Militaire de Belgique, una escola d'enginyeria, seguint els passos de molts altres membres de la família.
L'esclat de la primera guerra greco-turca, desperta en Carathéodory els seus primers sentiments nacionalistes grecs, mentre bona part de la seva família continua al servei del sultà otomà, com per exemple el seu futur sogre. L'any 1897 el dedica a viatjar per diverses ciutats europees, amb la sort que li ofereixen a Londres un lloc de treball en el servei colonial britànic. Fins al 1900 estarà a Egipte construint pantans en molt males condicions higièniques i saludables. Continua estudiant pel seu compte matemàtiques.
L'any 1900, contra el parer de la seva família, decideix dedicar-se exclusivament a les matemàtiques i es trasllada a Berlín per seguir estudis sota la direcció de Hermann Schwarz. Atret pel prestigi de Göttingen, ingressa a la Universitat de Göttingen el 1902 on obtindrà el seu doctorat el 1904 sota la direcció de Hermann Minkowski amb una tesi sobre càlcul de variacions (Über die diskontinuierlichen Lösungen in der Variationsrechnung (Solucions discontínues en el càlcul de variacions)). A Göttingen es trobarà en el centre d'un selecte grup de joves matemàtics, del que ell serà un dels seus membres més populars per la seva natura aristocràtica i la seva aura hel·lènica. Les influències sobre els seus estudis de Hilbert i, sobretot, de Klein seran considerables.
L'any següent, presenta la seva tesi d'habilitació per a la docència a la mateixa universitat a proposta de Hilbert, ja que incompleix els terminis establerts entre tesi i habilitació. Serà professor a Göttingen fins al 1908 i establirà una forta amistat amb Ernst Zermelo, que durarà tota la vida. El 1908 és nomenat professor a la Universitat de Bonn on treballarà sobre els fonaments axiomàtics de la termodinàmica.
El 1909 es casa amb Eufrosine Carathéodory, una familiar seva que reforça les seves arrels fanariotes. A Bonn només s'hi està un any i, després de passar per les universitats de Hanover i Breslau, retorna a Göttingen el 1913 on romandrà fins al final de la Primera Guerra Mundial en què es traslladarà a Berlín. En aquesta època serà també editor de Mathematische Annalen.
L'any 1920, el govern grec decideix crear una universitat a Esmirna (l'actual Izmir, avui a Turquia), i el nomena catedràtic de Matemàtiques d'aquesta nova Universitat, de la que també en serà el seu principal organitzador. Però Esmirna serà ocupada per les forces turques el 1922, durant la segona guerra greco-turca i la Universitat Jònica d'Esmirna no passarà mai de ser un projecte. Carathéodory pot fugir a Atenes on serà professor fins al 1924.
L'any 1924 és nomenat catedràtic de la Universitat de Múnic en substitució del retirat Ferdinand von Lindemann, ciutat en què restarà fins al final dels seus dies.

## Obra
L'obra de Carathéodory es va desenvolupar en tres camps diferents:
1. El càlcul de variacions, la teoria dels màxims i mínims de les corbes. Es va interessar particularment en les seves aplicacions a la òptica geomètrica.
2. La teoria de les funcions.
3. La teoria de la mesura i de les funcions reals (Teorema de Carathéodory).

La seva obra completa es va publicar en cinc volums a Múnic entre 1954 i 1957 amb el títol de Gesammelte mathematische Schriften.
Les seves principals obres són:
- Vorlesungen über reelle Funktionen, Leipzig, 1918.
- Conformal Representation, Cambridge, 1932.
- Variationsrechnung and partielle Differentialgleichungen erster Ordnung, Leipzig, 1935.
- Geometrische Optik, Berlin, 1937.
- Reelle Funktionen, Leipzig, 1939.
- Funktionentheorie, Basilea, 1950.
- Mass and Integral and ihre Algebraisierung, Basilea, 1956.